# Nidau
Nidau är en stad och kommun i distriktet Biel i kantonen Bern, Schweiz. Kommunen har 7 072 invånare (2023).
Nidau är en del av det sammanvuxna tätortsområdet kring staden Biel.
Av kommunens invånare är 3/4 tyskspråkiga och 1/4 franskspråkiga. Kommunens officiella språk är tyska.